# Медичи (телесериал)
«Ме́дичи» (англ. Medici) — итало-британский драматический телесериал о династии Медичи, действие которого происходит в XV веке. Первый сезон вышел под названием «Медичи: Повелители Флоренции» (англ. Medici: Masters of Florence). Главные роли исполнили Дастин Хоффман (Джованни ди Биччи де Медичи), Ричард Мэдден (Козимо ди Джованни де Медичи), Стюарт Мартин (Лоренцо Медичи Старший) и Дэниел Шарман (Лоренцо Великолепный).
18 октября 2016 года в Италии на телеканале Rai/1 состоялась премьера сериала; первая серия привлекла к экранам рекордные 7,6 млн зрителей.
Ещё до премьеры первого сезона телесериал был продлён на второй сезон, премьера которого состоялась 23 октября 2018 года. Второй сезон вышел с новым подзаголовком «Медичи: Великолепный» (англ. Medici: The Magnificent) и сосредоточился на заговоре Якопо Пацци (Шон Бин) против дома Медичи во главе с Лоренцо Великолепным (Дэниел Шарман). 2 декабря 2019 года состоялась премьера третьего сезона, в центре сюжета которого — война Флоренции с папой Сикстом IV и королём Неаполя Фердинандом I, последующее возвышение Лоренцо Великолепного и последние годы его правления.

## Сюжет
Флоренция, XV век. Протагонист Козимо де Медичи становится главой Флорентийской республики в 1434 году. Козимо унаследовал Банк Медичи от своего отца Джованни, который был отравлен при загадочных обстоятельствах. Во флэшбеках (20 лет в прошлое) действие переносится во Флоренцию времён Джованни, и мы можем наблюдать его взаимоотношения с сыновьями Козимо и Лоренцо.

## Актёрский состав

### Первый сезон
- Ричард Мэдден — Козимо ди Джованни де Медичи, глава семьи Медичи после смерти своего отца Джованни.
- Стюарт Мартин — Лоренцо Медичи Старший, брат Козимо.
- Аннабель Шоли — Контессина де Барди, жена Козимо.
- Гвидо Каприно — Марко Белло, друг и доверенный союзник Козимо.
- Алессандро Спердути — Пьеро ди Козимо де Медичи, сын Козимо.
- Кен Бонс — Уго Бенчини, управляющий банком Медичи.
- Лекс Шрапнель[англ.] — Ринальдо Альбицци, враг Козимо.
- Дэниел Кальтаджироне — Андреа Пацци, могущественный член сеньории.
- Валентина Белле[англ.] — Лукреция Торнабуони, жена Пьеро.
- Алессандро Прециози — Филиппо Брунеллески, архитектор.
- Юджинио Францесини — Орманно Альбицци, сын Ринальдо и Алессандры.
- Сара Фельбербаум — Маддалена, любовница Козимо в Венеции и Флоренции.
- Мириам Леоне — Бьянка, любовница Козимо в Риме.
- Майкл Шерми — Риккиардо, гражданин Флоренции, преданный Козимо.
- Татьяна Инес Нардони — Эмилия, служанка Контессины.
- Валентина Черви — Алессандра Альбицци, жена Ринальдо.
- Брайан Кокс — Бернардо Гваданьи, гонфалоньер справедливости (председатель Сеньории).
- Дастин Хоффман — Джованни ди Биччи де Медичи, отец Козимо и Лоренцо.
- Дэвид Брэдли — Алессандро де Барди, тесть Козимо.
- Фортунато Серлино — Мастро Бредани.
- Андреа Тидона — папа Мартин V
- Дэвид Бампер — папа Евгений IV
- Стивен Уоддингтон — Иоанн XXIII (антипапа)

### Второй и третий сезоны
- Шон Бин — Якопо Пацци
- Дэниел Шарман — Лоренцо ди Медичи, старший сын Пьеро.
- Бредли Джеймс — Джулиано ди Медичи, младший сын Пьеро.
- Джулиан Сэндз — Пьеро ди Козимо де Медичи, старший сын Козимо.
- Каллум Блейк — Карло де Медичи, младший сын Козимо.
- Луи Партридж — Пьеро де Медичи Глупый, старший сын Лоренцо.
- Уильям Франклин Миллер — Джованни де Медичи, младший сын Лоренцо.
- Грейс Мэй О'Лири — Маддалена Медичи, дочь Лоренцо
- Джейкоб Дудман — Джулио де Медичи, сын Джулиано и Фьоретты.
- Себастьян де Соуза — Сандро Боттичелли, живописец.
- Сюнневе Карлсен — супруга Лоренцо Клариче Орсини.
- Матильда Анна Ингрид Лутс — Симонетта Веспуччи.
- Рауль Бова (2-й сезон) и Джон Линч (3-й сезон) — папа Сикст IV.
- Макс Кручиани — Галеаццо Мария Сфорца, герцог Миланский.
- Сара Пэриш — Лукреция Торнабуони, жена Пьеро ди Медичи.
- Аврора Руффино — Бьянка Медичи.
- Алессандра Мастронарди — Лукреция Донати, любовница Лоренцо.
- Дэвид Брэндон — Чезаре Петруччи.
- Джек Бэннон — Анджело Полициано.
- Якопо Ольмо Антинори — Бастиано Содерини.
- Маттео Мартари — Франческо Пацци.
- Чарли Викерс — Гульельмо Пацци.
- Джейкоб Форчун-Ллойд — Франческо Сальвиати.
- Роуз Уильямс — Катерина Сфорца.
- Тоби Регбо — Томмазо Перуцци.
- Кьяра Баскетти — Фьоретта Горини.
- Мариуш Бизау — Джироламо Риарио в юности.
- Джек Рот — Джироламо Риарио в зрелости.
- Джонни Харрис — Бруно Бернарди.
- Франческо Монтанари — Джироламо Савонарола.
- Рэй Стивенсон — Фердинанд I, король Неаполя.
- Марко Фоски — принц Альфонс, сын Фердинанда I.
- Гайя Вайсс — Ипполита Мария Сфорца, жена принца Альфонса.
- Мануэль Коши  — папа Павел II.
- Нери Маркоре — папа Иннокентий VIII.

## Разработка и производство
Телесериал был создан совместно Фрэнком Спотницем («Секретные материалы» и «Человек в высоком замке») и Николасом Мейером («Звёздный путь 2: Гнев Хана»). Серджо Мимика-Геззан («Столпы Земли») срежиссировал все восемь серий первого сезона. Хотя действие и происходит в Италии, все актёры, в том числе и итальянские, говорят на английском языке.

## Эпизоды
| Сезон | Сезон | Эпизоды | Название сезона              | Оригинальная дата выхода | Оригинальная дата выхода |
| Сезон | Сезон | Эпизоды | Название сезона              | Премьера сезона          | Финал сезона             |
| ----- | ----- | ------- | ---------------------------- | ------------------------ | ------------------------ |
|       | 1     | 8       | Медичи: Повелители Флоренции | 18 октября 2016          | 8 ноября 2016            |
|       | 2     | 8       | Медичи: Великолепный         | 23 октября 2018          | 13 ноября 2018           |
|       | 3     | 8       | Медичи: Великолепный         | 2 декабря 2019           | 11 декабря 2019          |

## Места съёмок

### Лацио
- Замок Орсини-Одескальки, Браччано[7]
- Вилла Фарнезе, Капрарола[8]
- Витербо
- Замок Рота, Тольфа[9]
- Вилла Адриана
- Замок Санта-Севера, Санта-Маринелла[10]
- Пантеон

### Тоскана
- Флоренция
- Пьенца
- Баньи Виньоне